# 诺谟图

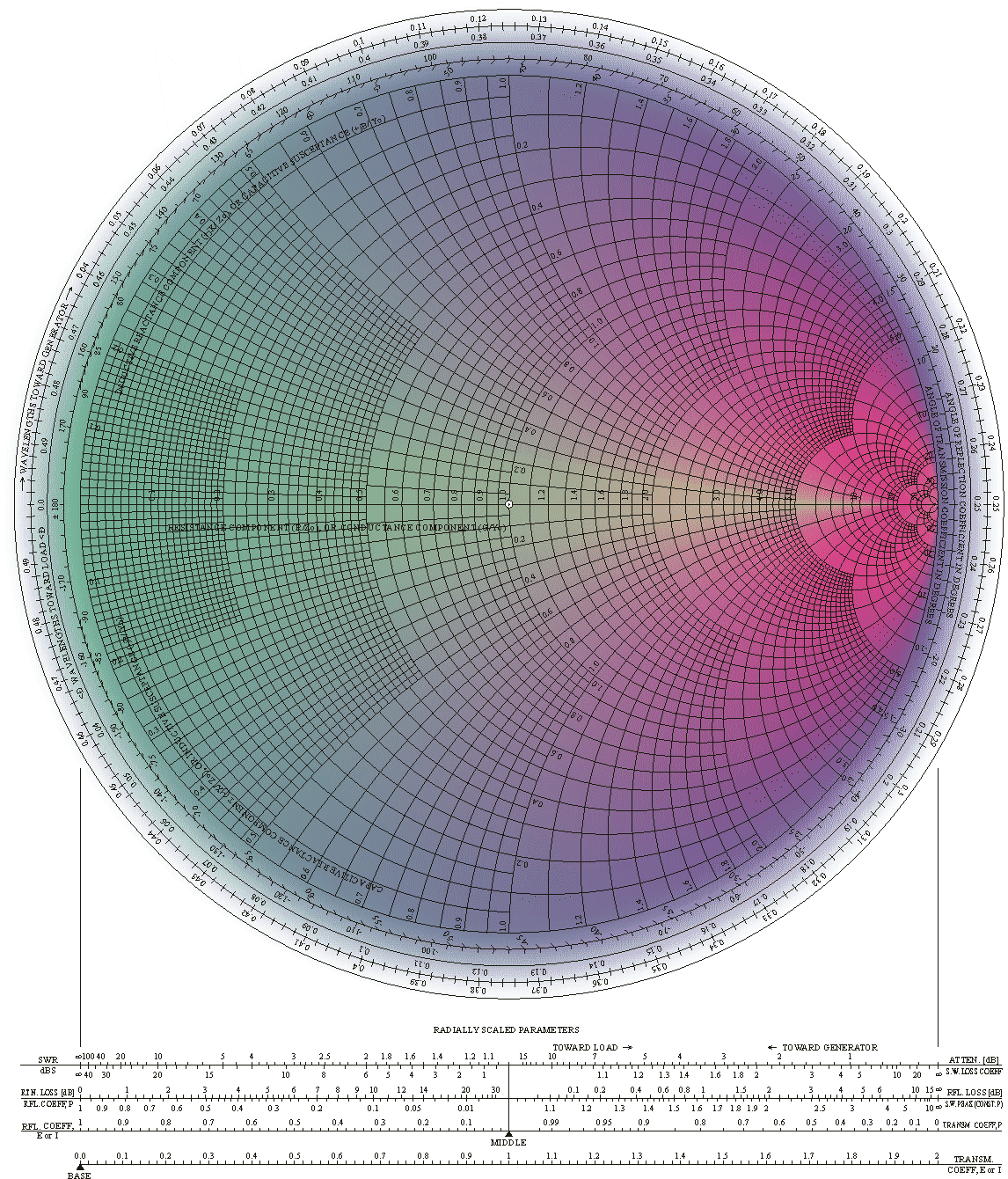
史密斯图（Smith charts），用于表示阻抗与导线长度的关系

诺莫图（英語：Nomogram），也称列线图，是一种利用图像来进行计算（查图）的工具，是一个二维的图像，用来进行非精确的计算。其使用的坐标系不同于笛卡尔坐标系。用另一种方式来解释，诺谟图是一个带有坐标的二维函数图像，通过它，如果已知了第n-1个参数，就可以用来查得第n个参数，或者通过固定一些参数来研究固定参数和未固定参数之间的关系。就像计算尺一样，诺谟图是一种图形计算工具，其精度也取决于查图时的数据点在图上点出、引申的准确程度，直线直的程度。诺谟图大多用于非精确的计算满足实际使用的精度要求的情况。此外，诺谟图也用于检查精确计算方法的结果。
计算尺是一种通用的计算工具。特定的诺谟图通常是针对某一个特定的计算，图和刻度按照一定的相对位置有序组织，使图上各个量之间成比例（在图上的长度，而非真实值）。

## 引用
- M. d'Ocagne: "Traité de Nomographie", Gauthier-Villars, Paris, 1899.
- M. d'Ocagne: "Sur la résolution nomographique de l'équation du septième degré." Comptes rendus Paris, 131 (1900), 522–524.